# Lecanora fuscococcinea
Lecanora fuscococcinea är en lavart som beskrevs av Nyl. Lecanora fuscococcinea ingår i släktet Lecanora och familjen Lecanoraceae.   Inga underarter finns listade i Catalogue of Life.